# Dita von Teese
Dita von Teese, właśc. Heather Renée Sweet (ur. 28 września 1972 w Rochester) − amerykańska tancerka burleski, modelka, aktorka, autorka i projektantka mody. Przypisuje się jej ponowne spopularyzowanie burleski, któremu zawdzięcza przydomek „Królowa burleski”. Z Marilynem Mansonem wzięła ślub 3 grudnia 2005, a 6 stycznia 2007 małżeństwo zostało rozwiązane.

## Wczesne lata
Urodziła się w Rochester w stanie Michigan jako druga z trzech córek Bonnie Lindsey i Kena Sweeta. Jej rodzina miała pochodzenie ormiańskie, angielskie, szkockie i niemieckie. Jej matka była manicurzystką, a ojciec maszynistą w fabryce grafitu. W dzieciństwie uczęszczała na lekcje baletu, ale jako 15−latka zrezygnowała z dalszej nauki. Gdy miała 12 lat, razem z resztą rodziny przeniosła się do hrabstwa Orange w Kalifornii i uczęszczała do University High School w Irvine.
Od dziecka fascynowała ją moda lat 40. W wieku 15 lat zaczęła pracować jako sprzedawczyni w sklepie z bielizną. W college’u studiowała historię ubioru z zamiarem zostania stylistką. Jej wyuczony zawód to projektantka kostiumów.

## Kariera

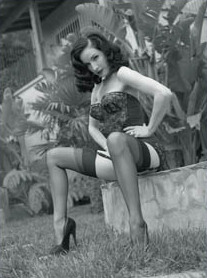
Dita von Teese na zdjęciu autorstwa Steve’a Dieta Goedde’a

Mając 18 lat zaczęła pracę w miejscowym klubie w El Toro ze striptizem. Rozczarowana brakiem oryginalności innych striptizerek, stworzyła własny styl, inspirowany modą retro, który szybko przysporzył jej popularności i uznania. Pojawiła się na okładkach wielu czasopism fetysz, w tym „Bizarre” czy „Marquis”. W 1992 powstała jej oficjalna strona internetowa, która często jest wymieniana jako jedna z pierwszych stron modelek, jakie pojawiły się w sieci.
Swój pseudonim artystyczny przyjęła na cześć niemieckiej aktorki kina niemego Dity Parlo, a kiedy w grudniu 2002 „Playboy” chciał umieścić na okładce także nazwisko, wybrała z książki telefonicznej nazwisko Von Treese, które na okładce zostało wydrukowane z literówką jako Von Teese. Stała się rozpoznawalną osobowością medialną, wzorując się na projektantach takich jak Vivienne Westwood i Jean-Paul Gaultier. Była potem na okładkach magazynów takich jak „Elle”, „Maxim”, „Marie Claire”, „Penthouse”, „Inked”, „Harper’s Bazaar”, „Interviu”, „Cosmopolitan”, „FHM”, „Esquire”, „L’Officiel” i „Gala”.
Zadebiutowała przed kamerami w roli Allison w melodramacie Romantyczna Sara (Romancing Sara, 1995). Pojawiła się jako dziewczyna z C.T. w dreszczowcu erotycznym Joeya Travolty Sprawa zaufania (Matter of Trust, 1998) u boku C. Thomasa Howella, Nicka Mancuso i Joan Severance. Wzięła udział w filmach porno Studio A Entertainment w reżyserii Andrew Blake’a − Pin-Ups 2 (1999) i Decadence (2000) z Anitą Blond, Tonim Ribasem i Sophie Evans. Za rolę Gali w filmie krótkometrażowym Śmierć Salvadora Dali (The Death of Salvador Dali, 2005) została uhonorowana nagrodą dla najlepszej wykonawczyni na Beverly Hills Film Festival. Wystąpiła gościnnie w podwójnej roli jako Ellen Whitebridge i Agnes w jednym z odcinków serialu CSI: Kryminalne zagadki Las Vegas (2011).
W 2006, w dniu walentynek, odbyła się premiera pierwszej książki Dity Von Teese, Burlesque and the Art of the Teese/Fetish and the Art of the Teese, opisującej historię burleski i fetyszu. „Vanity Fair” nazwało ją „superbohaterką burleski”. Jako naturalna blondynka, która farbuje włosy, przy wzroście 168 cm, przez wieloletnie noszenie gorsetu zmniejszyła swoją talię do 22 cali (55,8 cm) z możliwością dalszego ściśnięcia gorsetem do 16,5 cala (41,9 cm).
Wystąpiła w teledyskach: grupy Royal Crown Revue − „Zip Gun Bop” (1991), Green Day − „Redundant” (1998), zespołu Marilyn Manson − „mOBSCENE” (2003) i „(s)AINT” (2003), Monarchy − „Disintegration” (2013), „Black Widow” (2015) i „Girls & Boys” (2015), grupy 30 Seconds to Mars − „Up In The Air” (2013) oraz formacji Die Antwoord − „Ugly Boy” (2014) i „Gucci Coochie” (2016).
W 2008 wystąpiła w akcie striptiz/burleski podczas trasy koncertowej George’a Michaela, w piosence „Feelin 'Good”. W 2009 była gościem w finale 54. Konkursu Piosenki Eurowizji w Moskwie, towarzysząc na scenie reprezentantom Niemiec w piosence „Miss Kiss Kiss Bang”. Po tym jako Sébastien Tellier zobaczył, jak tańczy do jednej z jego piosenek w Crazy Horse de Paris, napisał dla niej piosenki i 16 lutego 2018 został wydany jej debiutancki studyjny album zatytułowany po prostu Dita Von Teese.

## Życie prywatne
Uprawia pilates i ujeżdżenie. W jej domu nie ma białych ścian, bo, jak sama twierdzi, te wywołują w niej lęk. Jest kolekcjonerką porcelany oraz właścicielką samochodów, takich jak: Packard 120 z 1939, Ford Super Deluxe z 1946, BMW Z4 czy Jaguar S-Type z 1965. Mieszka w Hollywood.

### Małżeństwo z Marilyn Mansonem
Marilyn Manson był jej długoletnim fanem. Po raz pierwszy spotkali się, kiedy poprosił ją, aby zatańczyła w jego teledysku. Mimo że do współpracy nie doszło, kontynuowali znajomość. W 2001, w dniu 32. urodzin Mansona, zostali parą, a 22 marca 2004 się zaręczyli; von Teese otrzymała pochodzący z lat 30. XX wieku siedmiokaratowy, diamentowy pierścionek. 28 listopada 2005 pobrali się podczas prywatnej, bezwyznaniowej ceremonii ślubnej zorganizowanej w domu. Druga, tym razem większa uroczystość, odbyła się 3 grudnia 2005 na zamku Gurteen de la Poer w Kilsheelan, tj. w budynku zakupionym przez ich przyjaciela, Gottfrieda Helnweina. Alejandro Jodorowsky, surrealista i reżyser filmowy, przewodniczył ceremonii, która została zrelacjonowana na łamach magazynu „Vogue”. Tego dnia von Teese miała na sobie wykonaną z tafty fioletową suknię projektu Vivienne Westwood oraz trójgraniasty kapelusz zaprojektowany przez Stephena Jonesa, buty od Christiana Louboutina i współgrający z całością gorset autorstwa Mr. Pearla.
29 grudnia 2006 von Teese wniosła sprawę o rozwód, powołując się na "różnice nie do pogodzenia". W Wigilię, nie będąc w stanie skontaktować się z Mansonem i poinformować go o zamiarze złożenia papierów rozwodowych, opuściła ich dom, nie zabrawszy stamtąd niczego. W wywiadzie dla „The Daily Telegraph” oświadczyła: Nie pochwalałam jego imprezowania czy związku z inną kobietą. Kochałam go, jednak nie zamierzałam być tego częścią. Przyznała również, że postawiła Mansonowi ultimatum, ale nie odniosło to skutku. Przyznała: Zamiast tego, stałam się dla niego wrogiem. Nie wniosła sprawy o alimenty ani podział majątku. Informacja o ich rozwodzie została podana do publicznej wiadomości 5 stycznia 2007, w dniu urodzin Mansona. Również tego dnia on sam dowiedział się o sprawie rozwodowej i otrzymał dokumenty związane z unieważnieniem ich małżeństwa.
W 2016 w jednym z wywiadów von Teese powiedziała: Byłam z nim przez siedem lat, nasze małżeństwo trwało jedynie rok i miałam wrażenie, że pobranie się było dla nas swego rodzaju „pocałunkiem śmierci”, w pewnym sensie gwoździem do trumny. Czułam się poniekąd zobowiązana do przebrnięcia przez całą uroczystość ślubną, ponieważ było to coś, czego oczekiwano. Fotografowie z „Vogue” uwieczniali wszystko na zdjęciach, przyjęcie miało miejsce na zamku, całe wydarzenie przywodziło na myśl teatr... Nie zamierzam winić się za bycie w różnych relacjach i nieznalezienie osoby, z którą jest się do końca swoich dni.

## Filmografia
- 1995 Romancing Sara jako Allison (jako Heather Sweet)
- 1997 Matter of Trust jako Girl with C.T. (jako Heather Sweet)
- 1999 Pin-Ups 2 jako Dita
- 1999 Decadence jako Dita
- 2001 Slick City: The Adventures of Lela Devin jako Lela Devin
- 2001 Tickle Party: Volume 2 jako Dita
- 2002 Bound in Stockings
- 2002 Naked and Helpless
- 2004 Blooming Dahlia jako Elizabeth Curt
- 2004 Lest We Forget: The Video Collection jako Dziewczyna w Kieliszku Martini
- 2005 The Death of Salvador Dali jako Gala Dalí
- 2006 Saint Francis jako Soul, Pica Bernard
- 2007 Indie Sex: Extremes jako ona sama
- 2008 The Boom Boom Room jako Adeline Winter